# Thaxted (melodía)
«Thaxted» es una melodía de himno del compositor inglés Gustav Holst, basada en el majestuoso tema de la sección central del movimiento de «Júpiter» de su suite orquestal Los planetas y que recibe su nombre por el pueblo inglés donde vivió gran parte de su vida. Adaptó el tema en 1921 para que encajara en el poema patriótico «I Vow to Thee, My Country» de Cecil Spring Rice, pero eso fue como una canción al unísono con orquesta. No apareció como una melodía de himno llamada «Thaxted» hasta que su amigo Ralph Vaughan Williams la incluyó en el himnario Songs of Praise en 1926.